# Aleksandar Glišić
Aleksandar Glišić (3 settembre 1992) è un calciatore bosniaco, attaccante svincolato.

## Carriera
Esordisce nella massima serie bosniaca con la maglia del Radnik Bijeljina, con cui vince nel 2016 la coppa nazionale. Nel 2019 passa nel campionato armeno, vestendo dapprima la maglia dell'Urartu, poi quella dell'Alaškert.

## Palmarès

### Club

#### Competizioni nazionali
- Coppa di Bosnia ed Erzegovina: 1

Radnik Bijeljina: 2015-2016
- Campionato armeno: 1

Alaškert: 2020-2021